# Danh sách trò chơi Story of Seasons
Loạt trò chơi điện tử Story of Seasons ban đầu là do công ty Victor Interactive Software (Marvelous Entertainment đã mua lại công ty này vào năm 2002) sản xuất, với công ty Natsume đảm nhiệm việc dịch ra tiếng Anh và phân phối trò chơi ở khu vực Bắc Mỹ. Loạt ra mắt tại Nhật Bản ngày 9 tháng 8 năm 1996 với tên Bokujō Monogatari (牧場 物語 - hay "The Farm Story" hay "Câu chuyện về trang trại"), sau này trò chơi được phát hành ở các khu vực Bắc Mỹ và PAL với tên Harvest Moon.
Story of Seasons là một loạt trò chơi mô phỏng nông trại/nhập vai, mục đích chính của người chơi là điều hành trang trại trong một khoảng thời gian xác định hoặc không xác định, chăm sóc cây trồng và vật nuôi qua các mùa, đồng thời kết bạn với dân làng và kết hôn. Các trò chơi Story of Seasons đã được phát hành trên nhiều hệ máy chơi trò chơi điện tử video và máy chơi trò chơi điện tử cầm tay khác nhau. Một số phần còn tái phát hành trên nhiều hệ máy sau này dưới dạng các phiên bản đặc biệt, bao gồm cả những bản cập nhật lối chơi.
Mười bốn bản ngoại truyện có các yếu tố liên quan đã được phát hành. Một trong số đó là Rune Factory: A Fantasy Harvest Moon, đánh dấu kỷ niệm 10 năm của loạt Story of Seasons. Một lý do khiến loạt Story of Seasons vẫn phổ biến là do hệ thống cốt lõi của trò chơi không thay đổi. Theo Wada Yasuhiro, nhà thiết kế chính của Story of Seasons, đó là vì nhóm phát triển đã luôn đáp ứng các yêu cầu của người chơi, nhờ đó loạt luôn duy trì sự phổ biến của nó.

Do Natsume giữ bản quyền đối với cái tên Harvest Moon, nên khi Marvelous quyết định mở chi nhánh riêng của họ ở Mỹ là Xseed Games để tiếp quản việc phân phối ở Bắc Mỹ, thì các tựa trò chơi sau này đều phải đổi tên thành Story of Seasons. Cùng lúc đó Natsume cũng nắm lấy cơ hội và bắt đầu phát triển một loạt trò chơi mới tương tự như Harvest Moon, khởi điểm từ Harvest Moon: The Lost Valley. Điều này được cho là đã gây ra một số nhầm lẫn giữa người mới chơi và người hâm mộ loạt lâu năm.

## Dòng chính
| Tiêu đề | Chi tiết |
| --- | --- |
| Harvest Moon Ngày phát hành đầu tiên: - JP: Ngày 9 tháng 8 năm 1996 - AU: Ngày 1 tháng 3 năm 1997 - NA: Tháng 6 năm 1997 - EU: Ngày 29 tháng 1 năm 1998                                   | Năm phát hành của hệ thống : 1996 – Super Nintendo Entertainment System (Super Famicom) 2008 – Virtual Console |
| Harvest Moon Ngày phát hành đầu tiên: - JP: Ngày 9 tháng 8 năm 1996 - AU: Ngày 1 tháng 3 năm 1997 - NA: Tháng 6 năm 1997 - EU: Ngày 29 tháng 1 năm 1998                                   | Chú thích: - Ở Nhật Bản gọi là Bokujō Monogatari (牧場物語 hay "The Farm Story") - Đồng thời được phát hành trực tuyến thông qua hệ thống Satellaview cho Super Famicom |
| Harvest Moon GB Ngày phát hành đầu tiên: - JP: Ngày 18 tháng 12 năm 1997 - NA: Tháng 8 năm 1998 - EU: Năm 1998                                                                            | Năm phát hành của hệ thống : 1997 – Game Boy 1999 – Game Boy Color 2013 – 3DS Virtual Console |
| Harvest Moon GB Ngày phát hành đầu tiên: - JP: Ngày 18 tháng 12 năm 1997 - NA: Tháng 8 năm 1998 - EU: Năm 1998                                                                            | Chú thích: - Ở Nhật Bản gọi là Bokujō Monogatari GB (牧場物語 GB hay "The Farm Story GB") - Một bản cập nhật cho Game Boy Color đã phát hành với tựa Harvest Moon GBC |
| Harvest Moon 64 Ngày phát hành đầu tiên: - JP: Ngày 5 tháng 2 năm 1999 - NA: Ngày 22 tháng 12 năm 1999 - EU: Ngày 23 tháng 2 năm 2017                                                     | Năm phát hành của hệ thống : 1999 – Nintendo 64 2017 – Virtual Console |
| Harvest Moon 64 Ngày phát hành đầu tiên: - JP: Ngày 5 tháng 2 năm 1999 - NA: Ngày 22 tháng 12 năm 1999 - EU: Ngày 23 tháng 2 năm 2017                                                     | Chú thích: - Ở Nhật Bản gọi là Bokujō Monogatari 2 (牧場物語2 hay "The Farm Story 2") |
| Harvest Moon 2 GBC Ngày phát hành đầu tiên: - JP: Ngày 6 tháng 8 năm 1999 - NA: Ngày 18 tháng 11 năm 2000 - PAL: Ngày 30 tháng 3 năm 2001                                                 | Năm phát hành của hệ thống : 1999 – Game Boy Color 2014 – 3DS Virtual Console |
| Harvest Moon 2 GBC Ngày phát hành đầu tiên: - JP: Ngày 6 tháng 8 năm 1999 - NA: Ngày 18 tháng 11 năm 2000 - PAL: Ngày 30 tháng 3 năm 2001                                                 | Chú thích: - Ở Nhật Bản gọi là Bokujō Monogatari GB2 (牧場物語 GB2 hay "The Farm Story GB2") |
| Harvest Moon: Back to Nature Ngày phát hành đầu tiên: - JP: Ngày 16 tháng 12 năm 1999 - NA: Tháng 11 năm 2000 - PAL: Ngày 26 tháng 1 năm 2001                                             | Năm phát hành của hệ thống : 1999 – PlayStation 2008 – PlayStation 3, PlayStation Portable (PlayStation Network) |
| Harvest Moon: Back to Nature Ngày phát hành đầu tiên: - JP: Ngày 16 tháng 12 năm 1999 - NA: Tháng 11 năm 2000 - PAL: Ngày 26 tháng 1 năm 2001                                             | Chú thích: - Ở Nhật Bản gọi là Bokujō Monogatari Harvest Moon (牧場物語～ハーベストムーン～ hay "The Farm Story: Harvest Moon") - Phát hành lại trên PlayStation 3 và PlayStation Portable qua PlayStation Network ngày 24 tháng 12 năm 2008 ở Nhật Bản - Phát hành lại trong khu vực Bắc Mỹ trên PlayStation 3 và PlayStation Portable qua PlayStation Network vào năm 2011                                              |
| Harvest Moon 3 GBC Ngày phát hành đầu tiên: - JP: Ngày 29 tháng 9 năm 2000 - NA: Ngày 14 tháng 11 năm 2001                                                                                | Năm phát hành của hệ thống : 2000 – Game Boy Color 2014 – 3DS Virtual Console |
| Harvest Moon 3 GBC Ngày phát hành đầu tiên: - JP: Ngày 29 tháng 9 năm 2000 - NA: Ngày 14 tháng 11 năm 2001                                                                                | Chú thích: - Ở Nhật Bản gọi là Bokujō Monogatari GB3: Boy Meets Girl (牧場物語GB3 ボーイ・ミーツ・ガール hay "The Farm Story GB3: Boy Meets Girl") |
| Bokujō Monogatari Harvest Moon for Girl Ngày phát hành đầu tiên: - JP: Ngày 7 tháng 12 năm 2000                                                                                           | Năm phát hành của hệ thống : 2000 – PlayStation |
| Bokujō Monogatari Harvest Moon for Girl Ngày phát hành đầu tiên: - JP: Ngày 7 tháng 12 năm 2000                                                                                           | Chú thích: - Bản dịch tiếng Nhật theo nghĩa gốc là "The Farm Story: Harvest Moon for Girl" (牧場物語～ハーベストムーン～forガール) - Cùng có cài đặt và cách chơi tương tự như Harvest Moon: Back to Nature, nhưng nhân vật chính là nữ - Phát hành tại Nhật Bản qua PlayStation Network ngày 24 tháng 12 năm 2008 |
| Harvest Moon: Save the Homeland Ngày phát hành đầu tiên: - JP: Ngày 5 tháng 7 năm 2001 - PAL: Tháng 10 năm 2001 - NA: Ngày 20 tháng 11 năm 2001                                           | Năm phát hành của hệ thống : 2001 – PlayStation 2 2011 – PlayStation 3 (PlayStation Network) |
| Harvest Moon: Save the Homeland Ngày phát hành đầu tiên: - JP: Ngày 5 tháng 7 năm 2001 - PAL: Tháng 10 năm 2001 - NA: Ngày 20 tháng 11 năm 2001                                           | Chú thích: - Ở Nhật Bản gọi là Bokujō Monogatari 3: Heart ni Hi o Tsukete (牧場物語3~ ハートに火をつけて) - Được phát hành lại ở Bắc Mỹ cho PlayStation 3 thông qua PlayStation Network vào năm 2011 |
| Harvest Moon: Friends of Mineral Town Ngày phát hành đầu tiên: - JP: Ngày 18 tháng 4 năm 2003 - NA: Ngày 17 tháng 11 năm 2003 - PAL: Ngày 26 tháng 3 năm 2004                             | Năm phát hành của hệ thống : 2003 – Game Boy Advance |
| Harvest Moon: Friends of Mineral Town Ngày phát hành đầu tiên: - JP: Ngày 18 tháng 4 năm 2003 - NA: Ngày 17 tháng 11 năm 2003 - PAL: Ngày 26 tháng 3 năm 2004                             | Chú thích: - Ở Nhật Bản gọi là Bokujō Monogatari: Mineral Town no Nakama Tachi (牧場物語 ミネラルタウンのなかまたち hay "The Farm Story: Companions of Mineral Town") |
| Harvest Moon: A Wonderful Life Ngày phát hành đầu tiên: - JP: Ngày 12 tháng 9 năm 2003 - NA: Ngày 16 tháng 3 năm 2004 - PAL: Ngày 26 tháng 3 năm 2004                                     | Năm phát hành của hệ thống : 2003 – GameCube 2004 – PlayStation 2 |
| Harvest Moon: A Wonderful Life Ngày phát hành đầu tiên: - JP: Ngày 12 tháng 9 năm 2003 - NA: Ngày 16 tháng 3 năm 2004 - PAL: Ngày 26 tháng 3 năm 2004                                     | Chú thích: - Ở Nhật Bản gọi là Bokujō Monogatari: Wonderful Life (牧場物語～ワンダフルライフ hay "The Farm Story: Wonderful Life") - Một bản cập nhật đã được phát hành trên PlayStation 2, còn được biết đến là Bokujō Monogatari: Oh! Wonderful Life (牧場物語Oh!ワンダフルライフ通常版 hay "The Farm Story: Oh! Wonderful Life") ở Nhật Bản và Harvest Moon: A Wonderful Life Special Edition ở các nước nói tiếng Anh |
| Harvest Moon: More Friends of Mineral Town Ngày phát hành đầu tiên: - JP: Ngày 12 tháng 12 năm 2003 - NA: Ngày 26 tháng 7 năm 2005                                                        | Năm phát hành của hệ thống : 2003 – Game Boy Advance |
| Harvest Moon: More Friends of Mineral Town Ngày phát hành đầu tiên: - JP: Ngày 12 tháng 12 năm 2003 - NA: Ngày 26 tháng 7 năm 2005                                                        | Chú thích: - Ở Nhật Bản gọi là Bokujō Monogatari: Mineral Town no Nakama Tachi for Girls (牧場物語ミネラルタウンのなかまたちforガール hay "The Farm Story: Companions of Mineral Town for Girls") - "Phiên bản nữ" của Harvest Moon: Friends of Mineral Town |
| Harvest Moon: Another Wonderful Life Ngày phát hành đầu tiên: - JP: Ngày 8 tháng 7 năm 2004 - NA: Ngày 26 tháng 7 năm 2005                                                                | Năm phát hành của hệ thống : 2004 – GameCube |
| Harvest Moon: Another Wonderful Life Ngày phát hành đầu tiên: - JP: Ngày 8 tháng 7 năm 2004 - NA: Ngày 26 tháng 7 năm 2005                                                                | Chú thích: - Ở Nhật Bản gọi là Bokujō Monogatari: Wonderful Life for Girls (牧場物語ワンダフルライフforガール hay "The Farm Story: Wonderful Life for Girls") - Bản cập nhật của Harvest Moon: A Wonderful Life có nhân vật chính là nữ |
| Bokujō Monogatari: Shiawase no Uta Ngày phát hành đầu tiên: - JP: Ngày 3 tháng 3 năm 2005                                                                                                 | Năm phát hành của hệ thống : 2005 – GameCube |
| Bokujō Monogatari: Shiawase no Uta Ngày phát hành đầu tiên: - JP: Ngày 3 tháng 3 năm 2005                                                                                                 | Chú thích: - Bản dịch tiếng Nhật theo nghĩa gốc là "The Farm Story: Happy Poem" (牧場物語 しあわせの詩) còn có tên khác là Harvest Moon: Poem of Happiness - Phiên bản tiếng Nhật của Magical Melody. |
| Harvest Moon DS Ngày phát hành đầu tiên: - JP: Ngày 17 tháng 3 năm 2005 - NA: Ngày 12 tháng 9 năm 2006 - PAL: Ngày 13 tháng 4 năm 2007                                                    | Năm phát hành của hệ thống : 2005 – Nintendo DS |
| Harvest Moon DS Ngày phát hành đầu tiên: - JP: Ngày 17 tháng 3 năm 2005 - NA: Ngày 12 tháng 9 năm 2006 - PAL: Ngày 13 tháng 4 năm 2007                                                    | Chú thích: - Ở Nhật Bản gọi là Bokujō Monogatari: Colobocle Station (牧場物語 コロボックルステーション) - Bản Story of Seasons đầu tiên phát hành trên Nintendo DS. |
| Harvest Moon: Magical Melody Ngày phát hành đầu tiên: - JP: Ngày 10 tháng 11 năm 2005 - NA: Ngày 28 tháng 3 năm 2006 - EU: Ngày 24 tháng 11 năm 2006                                      | Năm phát hành của hệ thống : 2005 – GameCube 2008 – Wii |
| Harvest Moon: Magical Melody Ngày phát hành đầu tiên: - JP: Ngày 10 tháng 11 năm 2005 - NA: Ngày 28 tháng 3 năm 2006 - EU: Ngày 24 tháng 11 năm 2006                                      | Chú thích: - Ở Nhật Bản gọi là Bokujō Monogatari: Shiawase no Uta for World (牧場物語 しあわせの詩forワールド hay "The Farm Story: Happy Poem for World") - Bản mở rộng Bokujō Monogatari: Shiawase no Uta, có thêm nội dung mới - Phát hành trên Wii năm 2008 cho vùng PAL và năm 2009 cho Bắc Mỹ |
| Harvest Moon: Boy & Girl Ngày phát hành đầu tiên: - JP: Ngày ngày 23 tháng 11 năm 2005 - NA: Ngày ngày 31 tháng 7 năm 2007                                                                | Năm phát hành của hệ thống : 2005 – PlayStation Portable 2012 – PlayStation Vita |
| Harvest Moon: Boy & Girl Ngày phát hành đầu tiên: - JP: Ngày ngày 23 tháng 11 năm 2005 - NA: Ngày ngày 31 tháng 7 năm 2007                                                                | Chú thích: - Ở Nhật Bản gọi là Bokujō Monogatari: Harvest Moon Boy and Girl (牧場物語ハーベストムーン ボーイ＆ガール hay "The Farm Story: Harvest Moon Boy & Girl") - Bản tổng hợp lại từ Harvest Moon: Back to Nature và Bokujō Monogatari Harvest Moon for Girl - Phát hành trên PlayStation Network năm 2008 - Tháng 8 năm 2012, trò chơi phát hành trên PlayStation Vita thông qua dịch vụ PlayStation Plus           |
| Harvest Moon DS Cute Ngày phát hành đầu tiên: - JP: Ngày 8 tháng 12 năm 2005 - NA: Ngày 25 tháng 3 năm 2008                                                                               | Năm phát hành của hệ thống : 2005 – Nintendo DS |
| Harvest Moon DS Cute Ngày phát hành đầu tiên: - JP: Ngày 8 tháng 12 năm 2005 - NA: Ngày 25 tháng 3 năm 2008                                                                               | Chú thích: - Ở Nhật Bản gọi là Bokujō Monogatari: Colobocle Station for Girls (牧場物語コロボックルステーションforガール) - Cùng thị trấn và cách chơi với Harvest Moon DS, trừ nhân vật chính là nữ |
| Harvest Moon DS: Island of Happiness Ngày phát hành đầu tiên: - JP: Ngày 1 tháng 2 năm 2007 - NA: Ngày 26 tháng 8 năm 2008 - EU: Ngày 12 tháng 12 năm 2008 - AU: Ngày 26 tháng 3 năm 2009 | Năm phát hành của hệ thống : 2007 – Nintendo DS |
| Harvest Moon DS: Island of Happiness Ngày phát hành đầu tiên: - JP: Ngày 1 tháng 2 năm 2007 - NA: Ngày 26 tháng 8 năm 2008 - EU: Ngày 12 tháng 12 năm 2008 - AU: Ngày 26 tháng 3 năm 2009 | Chú thích: - Ở Nhật Bản gọi là Bokujō Monogatari: Kimi to Sodatsu Shima (牧場物語 キミと育つ島) |
| Harvest Moon: Tree of Tranquility Ngày phát hành đầu tiên: - JP: Ngày 7 tháng 6 năm 2007 - NA: Ngày 30 tháng 9 năm 2008 - EU: Ngày 9 tháng 10 năm 2009 - AU: Ngày 22 tháng 10 năm 2009    | Năm phát hành của hệ thống : 2007 – Wii |
| Harvest Moon: Tree of Tranquility Ngày phát hành đầu tiên: - JP: Ngày 7 tháng 6 năm 2007 - NA: Ngày 30 tháng 9 năm 2008 - EU: Ngày 9 tháng 10 năm 2009 - AU: Ngày 22 tháng 10 năm 2009    | Chú thích: - Ở Nhật Bản gọi là Bokujō Monogatari: Yasuragi no Ki (牧場物語 やすらぎの樹 hay "The Farm Story: Tree of Serenity") - Hay còn được biết là Harvest Moon Heroes và Harvest Moon: Tree of Peace |
| Harvest Moon DS: Sunshine Islands Ngày phát hành đầu tiên: - JP: Ngày 21 tháng 2 năm 2008 - NA: Ngày 10 tháng 11 năm 2009 - EU: Ngày 3 tháng 12 năm 2010 - AU: Ngày 23 tháng 12 năm 2010  | Năm phát hành của hệ thống : 2008 – Nintendo DS |
| Harvest Moon DS: Sunshine Islands Ngày phát hành đầu tiên: - JP: Ngày 21 tháng 2 năm 2008 - NA: Ngày 10 tháng 11 năm 2009 - EU: Ngày 3 tháng 12 năm 2010 - AU: Ngày 23 tháng 12 năm 2010  | Chú thích: - Ở Nhật Bản gọi là Bokujō Monogatari: Kira Kira Taiyou to Nakama Tachi (牧場物語 キラキラ太陽となかまたち hay "The Farm Story: Sun and Companions") |
| Harvest Moon: Animal Parade Ngày phát hành đầu tiên: - JP: Ngày 30 tháng 10 năm 2008 - NA: Ngày 10 tháng 11 năm 2009 - EU: Ngày 3 tháng 12 năm 2010 - AU: Ngày 23 tháng 12 năm 2010       | Năm phát hành của hệ thống : 2008 – Wii |
| Harvest Moon: Animal Parade Ngày phát hành đầu tiên: - JP: Ngày 30 tháng 10 năm 2008 - NA: Ngày 10 tháng 11 năm 2009 - EU: Ngày 3 tháng 12 năm 2010 - AU: Ngày 23 tháng 12 năm 2010       | Chú thích: - Ở Nhật Bản gọi là Bokujō Monogatari: Waku Waku Animal March (牧場物語わくわくアニマルマーチ hay "The Farm Story: Exciting Animal March") |
| Harvest Moon DS: Grand Bazaar Ngày phát hành đầu tiên: - JP: Ngày 18 tháng 12 năm 2008 - NA: Ngày 24 tháng 8 năm 2010 - EU: Ngày 30 tháng 9 năm 2011                                      | Năm phát hành của hệ thống : 2008 – Nintendo DS |
| Harvest Moon DS: Grand Bazaar Ngày phát hành đầu tiên: - JP: Ngày 18 tháng 12 năm 2008 - NA: Ngày 24 tháng 8 năm 2010 - EU: Ngày 30 tháng 9 năm 2011                                      | Chú thích: - Bản dịch tiếng Nhật theo nghĩa gốc là "The Farm Story: Welcome! To The Wind's Bazaar" (牧場物語 ようこそ！風のバザールへ) |
| Harvest Moon: Hero of Leaf Valley Ngày phát hành đầu tiên: - JP: Ngày 19 tháng 3 năm 2009 - NA: Ngày 26 tháng 4 năm 2010 - EU: Ngày 12 tháng 11 năm 2010                                  | Năm phát hành của hệ thống : 2009 – PlayStation Portable 2012 – PlayStation Vita |
| Harvest Moon: Hero of Leaf Valley Ngày phát hành đầu tiên: - JP: Ngày 19 tháng 3 năm 2009 - NA: Ngày 26 tháng 4 năm 2010 - EU: Ngày 12 tháng 11 năm 2010                                  | Chú thích: - Ở Nhật Bản gọi là Bokujō Monogatari: Sugar Mura to Minna no Negai (牧場物語シュガー村と皆の願い hay "The Farm Story: Sugar Village and Everyone's Wish") - Phát hành trên PlayStation Vita thông qua dịch vụ PlayStation Plus vào ngày 24 tháng 8 năm 2012 |
| Harvest Moon: The Tale of Two Towns Ngày phát hành đầu tiên: - JP: Ngày 8 tháng 7 năm 2010 - NA: Ngày 20 tháng 9 năm 2011 - EU: Ngày 29 tháng 6 năm 2012 - AU: Ngày 5 tháng 7 năm 2012    | Năm phát hành của hệ thống : 2010 – Nintendo DS 2011 – Nintendo 3DS |
| Harvest Moon: The Tale of Two Towns Ngày phát hành đầu tiên: - JP: Ngày 8 tháng 7 năm 2010 - NA: Ngày 20 tháng 9 năm 2011 - EU: Ngày 29 tháng 6 năm 2012 - AU: Ngày 5 tháng 7 năm 2012    | Chú thích: - Bản dịch tiếng Nhật theo nghĩa gốc là "The Farm Story: Twin Villages" (牧場物語 ふたごの村) - Trò chơi Story of Seasons đầu tiên phát hành trên Nintendo 3DS |
| Harvest Moon 3D: A New Beginning Ngày phát hành đầu tiên: - JP: Ngày 23 tháng 2 năm 2012 - NA: Ngày 6 tháng 11 năm 2012 - EU: Ngày 20 tháng 9 năm 2013 - AU: Ngày 14 tháng 11 năm 2013    | Năm phát hành của hệ thống : 2012 – Nintendo 3DS |
| Harvest Moon 3D: A New Beginning Ngày phát hành đầu tiên: - JP: Ngày 23 tháng 2 năm 2012 - NA: Ngày 6 tháng 11 năm 2012 - EU: Ngày 20 tháng 9 năm 2013 - AU: Ngày 14 tháng 11 năm 2013    | Chú thích: - Bản dịch tiếng Nhật theo nghĩa gốc là {Nihongo }} |
| Story of Seasons Ngày phát hành đầu tiên: - JP: Ngày 27 tháng 2 năm 2014 - NA: Ngày 31 tháng 3 năm 2015 - EU: Ngày 31 tháng 12 năm 2015 - AU: Ngày 9 tháng 1 năm 2016                     | Năm phát hành của hệ thống : 2014 – Nintendo 3DS |
| Story of Seasons Ngày phát hành đầu tiên: - JP: Ngày 27 tháng 2 năm 2014 - NA: Ngày 31 tháng 3 năm 2015 - EU: Ngày 31 tháng 12 năm 2015 - AU: Ngày 9 tháng 1 năm 2016                     | Chú thích: - Tựa trò chơi đầu tiên của loạt dùng tên Story of Seasons ở khu vực Bắc Mỹ |
| Story of Seasons: Trio of Towns Ngày phát hành đầu tiên: - JP: Ngày 23 tháng 6 năm 2016 - NA: Ngày 28 tháng 2 năm 2017 - EU: Ngày 13 tháng 10 năm 2017 - AU: Ngày 13 tháng 10 năm 2017    | Năm phát hành của hệ thống : 2016 – Nintendo 3DS |
| Story of Seasons: Trio of Towns Ngày phát hành đầu tiên: - JP: Ngày 23 tháng 6 năm 2016 - NA: Ngày 28 tháng 2 năm 2017 - EU: Ngày 13 tháng 10 năm 2017 - AU: Ngày 13 tháng 10 năm 2017    | Chú thích: Còn được biết đến là Story of Seasons: Good Friends of Three Villages, Story of Seasons: Cherished Friends of Three Towns. |
| Story of Seasons: Friends of Mineral Town Ngày phát hành đầu tiên: - JP: Ngày 17 tháng 10 năm 2019 - NA: Ngày 14 tháng 7 năm 2020 - EU: Ngày 10 tháng 7 năm 2020                          | Năm phát hành của hệ thống : - 2019 – Nintendo Switch - 2020 – Microsoft Windows |
| Story of Seasons: Friends of Mineral Town Ngày phát hành đầu tiên: - JP: Ngày 17 tháng 10 năm 2019 - NA: Ngày 14 tháng 7 năm 2020 - EU: Ngày 10 tháng 7 năm 2020                          | Chú thích: - Ở Nhật Bản gọi là Bokujō Monogatari: Saikai no Mineral Town. - Bản làm lại của Harvest Moon: Friends of Mineral Town và Harvest Moon: More Friends of Mineral Town. - Trò chơi đầu tiên trong loạt chính có thể chơi trên PC. |
| Story of Seasons: Pioneers of Olive Town Ngày phát hành đầu tiên: - JP: Ngày 25 tháng 2 năm 2021 - NA: Ngày 23 tháng 3 năm 2021 - PAL: Ngày 26 tháng 3 năm 2021                           | Năm phát hành của hệ thống : 2021– Nintendo Switch |
| Story of Seasons: Pioneers of Olive Town Ngày phát hành đầu tiên: - JP: Ngày 25 tháng 2 năm 2021 - NA: Ngày 23 tháng 3 năm 2021 - PAL: Ngày 26 tháng 3 năm 2021                           | Chú thích: - Ở Nhật Bản gọi là Bokujou Monogatari: Olive Town to Kibou no Daichi. |

## Những tựa liên quan
Có 14 bản ngoại truyện dưới tên gọi Harvest Moon dựa theo yếu tố hoặc các nhân vật của loạt trò chơi.
| Tiêu đề | Chi tiết |
| --- | --- |
| BS Bokujō Monogatari Ngày phát hành đầu tiên: - JP: Ngày 2 tháng 9 năm 1996 | Năm phát hành của hệ thống : 1996 – Super Nintendo Entertainment System (Super Famicom) (Satellaview) |
| BS Bokujō Monogatari Ngày phát hành đầu tiên: - JP: Ngày 2 tháng 9 năm 1996 | Chú thích: - Tên đầy đủ trong tiếng Nhật là BS Bokujō Monogatari (BS 牧場物語 hay "BS Farm Story") - Trò chơi phát hành theo từng giai đoạn ura - hoặc gaiden - theo bản gốc của Harvest Moon với tính năng dẫn truyện "SoundLink" - Những người hâm mô giả lập Satellaview trực tuyến gọi trò chơi một cách không chính thức là "BS Makiba Monogatari" |
| Innocent Life: A Futuristic Harvest Moon Ngày phát hành đầu tiên: - JP: Ngày 27 tháng 4 năm 2006 - AU: Ngày 22 tháng 3 năm 2007 - NA: Ngày 15 tháng 5 năm 2007 - EU: Ngày 18 tháng 5 năm 2007           | Năm phát hành của hệ thống : 2006 – PlayStation Portable 2007 – PlayStation 2 2012 – PlayStation Vita |
| Innocent Life: A Futuristic Harvest Moon Ngày phát hành đầu tiên: - JP: Ngày 27 tháng 4 năm 2006 - AU: Ngày 22 tháng 3 năm 2007 - NA: Ngày 15 tháng 5 năm 2007 - EU: Ngày 18 tháng 5 năm 2007           | Chú thích: - Ở Nhật Bản gọi là Innocent Life: Shin Bokujō Monogatari (イノセントライフ ～新牧場物語～) và ở Úc là Harvest Moon: Innocent Life - Phiên bản mở rộng theo hướng tương lai hóa của "Harvest Moon", trò chơi diễn ra trên một hòn đảo có nhiều tàn tích và người chơi sẽ khám phá bằng cách đi bộ hoặc xe. - Một phiên bản đặc biệt đã được phát hành trên PlayStation 2 có tên là Innocent Life: A Futuristic Harvest Moon (Special Edition) dành cho thị trường Bắc Mỹ và Nhật Bản. - Ngày 15 tháng 10 năm 2009, trò chơi đã được phát hành trên PlayStation Portable thông qua PlayStation Network. - Tháng 8 năm 2012, trò chơi đã được phát hành trên PlayStation Vita thông qua dịch vụ PlayStation Plus. |
| Rune Factory series | Năm phát hành của hệ thống : 2006 – Nintendo DS (Rune Factory: A Fantasy Harvest Moon) 2008 – Nintendo DS (Rune Factory 2: A Fantasy Harvest Moon) 2008 – Wii (Rune Factory Frontier) 2009 – Nintendo DS (Rune Factory 3: A Fantasy Harvest Moon) 2011 – PlayStation 3, Wii (Rune Factory: Tides of Destiny) 2012 – Nintendo 3DS (Rune Factory 4) |
| Rune Factory series | Chú thích: - Một loạt phần phụ có các yếu tố giả tưởng và dungeon crawl. - Nhà sản xuất Hashimoto Yoshifumi mô tả trò chơi "vẫn là Harvest Moon nhưng bạn cầm thêm một thanh kiếm". - Rune Factory 2: A Fantasy Harvest Moon là bản Rune Factory cuối cùng có liên hệ với loạt Harvest Moon, Rune Factory sau đó trở thành loạt độc lập. - Rune Factory 2: A Fantasy Harvest Moon ban đầu dự định sẽ phát hành mà không có tiêu đề phụ Harvest Moon để cho Rune Factory có thể phát triển thành một loạt trò chơi độc lập, tuy nhiên Natsume đã áp phụ đề A Fantasy Harvest Moon cho bản phát hành tại Bắc Mỹ. |
| Puzzle de Harvest Moon Ngày phát hành đầu tiên: - NA: Ngày 6 tháng 11 năm 2007 | Năm phát hành của hệ thống : 2007 – Nintendo DS |
| Puzzle de Harvest Moon Ngày phát hành đầu tiên: - NA: Ngày 6 tháng 11 năm 2007 | Chú thích: - Puzzle de Harvest Moon là một trò chơi giải đố phụ bản với các trò chơi nhập vai của loạt |
| Harvest Moon: My Little Shop Ngày phát hành đầu tiên: - JP: Ngày 28 tháng 4 năm 2009 - NA: Ngày 23 tháng 11 năm 2009                                                                                    | Năm phát hành của hệ thống : 2009 – Wii (WiiWare) |
| Harvest Moon: My Little Shop Ngày phát hành đầu tiên: - JP: Ngày 28 tháng 4 năm 2009 - NA: Ngày 23 tháng 11 năm 2009                                                                                    | Chú thích: - Ở Nhật Bản gọi là Bokujō Monogatari Series: Makiba no Omise (牧場物語シリーズ まきばのおみせ hay The Farm Story Series: The Farm Store) - Đây là trò chơi Harvest Moon trên WiiWare đầu tiên trong loạt - Cách chơi mang nét đặc trưng trong việc quản lý cửa hàng nhưng vẫn có yếu tố nông trạicanh tác |
| Harvest Moon: Frantic Farming Ngày phát hành đầu tiên: - NA: Ngày 7 tháng 8 năm 2009 | Năm phát hành của hệ thống : 2009 – iOS (iPhone, iPod Touch, iPad), Nintendo DS 2010 – BlackBerry |
| Harvest Moon: Frantic Farming Ngày phát hành đầu tiên: - NA: Ngày 7 tháng 8 năm 2009 | Chú thích: - Harvest Moon: Frantic Farming là trò chơi giải đố thứ hai trong loạt theo sau Puzzle de Harvest Moon - Đây là tựa trò chơi đầu tiên trong loạt phát hành cho iOS và BlackBerry |
| Minna de Bokujou Monogatari Ngày phát hành đầu tiên: - JP: Ngày 25 tháng 11 năm 2010 | Năm phát hành của hệ thống : 2010 – Web browser |
| Minna de Bokujou Monogatari Ngày phát hành đầu tiên: - JP: Ngày 25 tháng 11 năm 2010 | Chú thích: - Bản dịch sang tiếng Nhật theo nghĩa gốc là "The Farm Story With Everyone" (みんなで牧場物語) - Đây là một trò chơi webgame miễn phí dựa theo loạt |
| Hometown Story Ngày phát hành đầu tiên: - NA: Ngày 22 tháng 10 năm 2013 - EU: Ngày 2 tháng 5 năm 2014 - JP: Ngày 12 tháng 12 năm 2013 - AU: Ngày 24 tháng 7 năm 2014                                    | Năm phát hành của hệ thống : 2013 – Nintendo 3DS |
| Hometown Story Ngày phát hành đầu tiên: - NA: Ngày 22 tháng 10 năm 2013 - EU: Ngày 2 tháng 5 năm 2014 - JP: Ngày 12 tháng 12 năm 2013 - AU: Ngày 24 tháng 7 năm 2014                                    | Chú thích: - Một phần phụ dựa trên lối chơi quản lý cửa hàng hơn là trồng trọt |
| Return to PopoloCrois: A Story of Seasons Fairytale Ngày phát hành đầu tiên: - NA: Ngày 1 tháng 3 năm 2016 - JP: Ngày 18 tháng 6 năm 2015 - EU: Ngày 18 tháng 2 năm 2016 - AU: Ngày 18 tháng 2 năm 2016 | Năm phát hành của hệ thống : 2015/2016 – Nintendo 3DS |
| Return to PopoloCrois: A Story of Seasons Fairytale Ngày phát hành đầu tiên: - NA: Ngày 1 tháng 3 năm 2016 - JP: Ngày 18 tháng 6 năm 2015 - EU: Ngày 18 tháng 2 năm 2016 - AU: Ngày 18 tháng 2 năm 2016 | Chú thích: - Một ngoại truyện/chơi chéo với PoPoLoCrois, kể một câu chuyện chưa từng có trong loạt và hòa trộn thêm các yếu tố RPG vào công thức chính . |
| Doraemon: Story of Seasons Ngày phát hành đầu tiên: - JP: Ngày 13 tháng 6 năm 2019 - WW: Ngày 11 tháng 10 năm 2019                                                                                      | Năm phát hành của hệ thống : - 2019–Nintendo Switch, Microsoft Windows - 2020–PlayStation 4 |
| Doraemon: Story of Seasons Ngày phát hành đầu tiên: - JP: Ngày 13 tháng 6 năm 2019 - WW: Ngày 11 tháng 10 năm 2019                                                                                      | Chú thích: - Một phần ngoại truyện/chơi chéo với Doraemon, trò chơi có lối chơi phỏng theo cốt truyện chính của loạt Story of Seasons, nhưng có các nhân vật và vật phẩm đặc biệt dựa theo loạt phim hoạt hình Doraemon. - Bandai Namco Entertainment xuất bản ở tất cả các khu vực. |
| Doraemon: Story of Seasons Friends of the Great Kingdom Ngày phát hành đầu tiên: - JP: Ngày 2 tháng 11 năm 2022                                                                                         | Năm phát hành của hệ thống : - 2022 – Microsoft Windows, Nintendo Switch, PlayStation 5 |
| Doraemon: Story of Seasons Friends of the Great Kingdom Ngày phát hành đầu tiên: - JP: Ngày 2 tháng 11 năm 2022                                                                                         | Chú thích: - Một phần ngoại truyện/chơi chéo với Doraemon, trò chơi có lối chơi phỏng theo cốt truyện chính của loạt Story of Seasons, nhưng có các nhân vật và vật phẩm đặc biệt dựa theo loạt phim hoạt hình Doraemon. - Bandai Namco Entertainment xuất bản ở tất cả các khu vực. |